# 저녁에 우는 새
"저녁에 우는 새"는 1982년에 개봉한 대한민국의 영화이다.

## 캐스팅
- 윤정희 : 상림 역
- 최윤석 : 민구 역
- 김희라 : 정규 역
- 김만 : 진영 역
- 김선자 : 성희 역
- 양진영 : 동수 역
- 정영국 : 경찰 1 역
- 서영탁 : 부하 역
- 한태일
- 마도식
- 박예숙 : 아낙 1 역
- 서종영
- 강희 : 아낙 2 역
- 김수경
- 장인한 : 광부 1 역
- 김수천 : 우체부 역
- 임해림 : 경찰 2 역
- 문태선
- 김예성
- 신찬일